# Abwasser (Album)
Abwasser ist ein Mixtape des deutschen Hip-Hop-Trios Antilopen Gang. Es erschien am 12. November 2015 als kostenloser Download über das Label JKP.

## Titelliste
1. Die Kyngz sind back!!! – 2:58
2. Abwasser – 4:48
3. Leben eines Rappers – 3:51
4. Lügenpresse 1 – 1:03
5. Neoliberale Subkultur – 4:43
6. Molotowcocktails auf die Bibliotheken – 4:50
7. Stimmen aus dem Sumpf – 4:41
8. Insolvenzverwalter – 3:58
9. Stück Dreck – 4:28
10. Lügenpresse 2 – 1:03
11. Wir sind es – 4:03
12. Chocomel und Vla – 5:21
13. Mach mit – 4:49
14. Alkilopen – 4:12

## Kritik
Die E-Zine Laut.de bewertete Abwasser mit fünf von möglichen fünf Punkten. Aus Sicht der Redakteurin Julia Kindel bediene sich die Gruppe durch „dissen, sampeln und Kritik an der Gesellschaft und sich selbst“ am „klassischen Handwerkszeug des Rap.“ Die Rapper stilisieren sich dabei entweder „zu den Chef-Rappern oder zu peinlichen Versagern“, was widersprüchlich und „angesichts ihres Könnens, der Fanbase und Beliebtheit irgendwann nicht mehr authentisch“ sei. Mit den Liedern Mach mit und Neoliberale Subkultur beschreiben Danger Dan, Koljah und Panik Panzer die „ekelhaftesten Kapriolen des Zeitgeistes […] genau so wie das Gefühl des balsamverklebten Egos durch volle Konzerthallen als Kontrast zur anhaltenden Trauer ob des Verlustes ihres Freundes NMZS (‚Stimmen aus dem Sumpf‘).“
In einer Rezension der Internetseite Noisiv.de wurde das Album zum Großteil positiv aufgenommen. Abwasser sage „in seinen Texten und seiner Veröffentlichungsstrategie am stärksten“ aus, dass sich die Antilopen Gang durch den gestiegenen Bekanntheitsgrad nicht „in irgendeiner Form von dieser Öffentlichkeit, der sie nun ausgesetzt ist, beeinflussen ließe.“ So hätten andere Gruppen „diese Platte ohne weiteres so verkauft.“ Das Album handele immer wieder von der „eigenen Lediertheit [sic!] und fortschreitenden Dekonstruktion.“ Mit dem Song Alkilopen enthalte es „die ironischste und zugleich beste, akustisch eingespielte Deutschpunk-Hymne auf den Suff und die Männlichkeit aller Zeiten.“ Dennoch zünde, darunter etwa Leben eines Rappers, „nicht jeder Song auf ‚Abwasser.‘“
Daniel Fersch von MZEE.com bezeichnet das Mixtape in seiner Kritik als gelungene Fortsetzung von „Aversion“, welche sich klanglich wie inhaltlich auch problemlos neben den älteren Werken einreihe.